# Liste des préfets de la Seine-Saint-Denis
Liste des préfets du département de la Seine-Saint-Denis depuis sa création en 1968. Le siège de la préfecture est à Bobigny.

## Cinquième République
| Période           | Période           | Identité                 | Fonction précédente                                                                          | Observation |
| ----------------- | ----------------- | ------------------------ | -------------------------------------------------------------------------------------------- | --- |
| 1er janvier 1968  | 9 août 1969       | Henri Bouret             | D'abord préfet délégué de la Seine-Saint-Denis le 19 septembre 1964                          | (Premier préfet de la Seine-Saint-Denis). Nommé préfet des Pyrénées-Orientales |
| 9 août 1969       | 17 décembre 1974  | Pierre Bolotte           | Secrétaire général à la Délégation générale à la recherche scientifique et technique (DGRST) | Nommé directeur général des collectivités locales |
| 23 décembre 1974  | 28 août 1975      | Jean Riolacci            | Préfet du Tarn                                                                               | Nommé préfet de la région Corse, préfet de la Corse-du-Sud |
| 12 septembre 1975 | 18 février 1977   | Yves-Bertrand Burgalat   | Préfet du Haut-Rhin                                                                          | Nommé préfet de la région Corse, préfet de la Corse-du-Sud |
| 25 avril 1977     | 2 avril 1979      | Claude Vieillescazes     | Préfet de la Dordogne                                                                        | Nommé préfet de la région Corse, préfet de la Corse-du-Sud |
| 25 avril 1979     | 16 juillet 1981   | Jean Amet                | Préfet de Saône-et-Loire                                                                     | Nommé préfet de la région Franche-Comté, préfet du Doubs |
| 16 juillet 1981   | 9 avril 1986      | Jean-Claude Aurousseau   | Préfet de l'Isère                                                                            | Nommé préfet de la région Nord-Pas-de-Calais, préfet du Nord |
| 9 avril 1986      | 20 septembre 1990 | Raymond-François Le Bris | Secrétaire général du Conseil pour l'avenir de la France                                     | Nommé directeur général de la chambre de commerce et d'industrie de Paris Sera directeur de l’École nationale d’administration                                                           |
| 8 octobre 1990    | 3 décembre 1991   | Léon Saint-Prix          | Secrétaire général de la préfecture de Paris                                                 | Nommé conseiller maître en service extraordinaire à la Cour des comptes |
| 21 décembre 1991  | 11 octobre 1993   | Philippe Parant          | Préfet du Morbihan                                                                           | Nommé directeur de la Direction de la surveillance du territoire |
| 11 octobre 1993   | 18 juin 1997      | Jean-Pierre Duport       | Délégué général à l'aménagement du territoire et à l'action régionale (DATAR)                | Nommé directeur de cabinet du ministre de l’Intérieur Jean-Pierre Chevènement |
| 8 juillet 1997    | 25 avril 1999     | Bernard Boucault         | préfet de Maine-et-Loire                                                                     | Nommé préfet de la région Midi-Pyrénées, préfet de la Haute-Garonne |
| 2 mai 1999        | 27 octobre 2001   | Bernard Hagelsteen       | Préfet de Maine-et-Loire                                                                     | Nommé préfet de la région Bourgogne, préfet de la Côte-d'Or |
| 27 octobre 2001   | 22 décembre 2002  | Jean Aribaud             | Haut-commissaire de la République en Polynésie française                                     | Nommé préfet de la région Haute-Normandie, préfet de la Seine-Maritime Sera président du conseil supérieur de l’administration territoriale de l’État au Ministère de l’intérieur        |
| 22 décembre 2002  | 21 novembre 2004  | Michel Sappin            | Directeur de la défense et de la sécurité civile au ministère de l'intérieur                 | Nommé préfet de la région Picardie, préfet de la Somme |
| 21 novembre 2004  | 11 juillet 2007   | Jean-François Cordet     | Préfet de Meurthe-et-Moselle                                                                 | Nommé directeur général de l'OFPRA Assisté de Hervé Masurel, préfet délégué à l'égalité des chances de février 2006 à septembre 2007                                                     |
| 11 juillet 2007   | 10 décembre 2008  | Claude Baland            | Préfet de Meurthe-et-Moselle                                                                 | Nommé préfet de la région Languedoc-Roussillon, préfet de l’Hérault Assisté de Christiane Barret, préfet délégué à l'égalité des chances depuis le 17 octobre 2007 jusqu'en février 2009 |
| 10 décembre 2008  | avril 2010        | Nacer Meddah             | Préfet de l'Aube                                                                             | Nommé préfet de la région Franche-Comté, préfet du Doubs Assisté de Claude Morel, préfet délégué à l'égalité des chances à compter de février 2009                                       |
| avril 2010        | juin 2013         | Christian Lambert        | Directeur de cabinet du préfet de police                                                     | Nommé chargé de mission du Ministre l'Intérieur Manuel Valls sur les zones de sécurité prioritaires                                                                                      |
| juin 2013         | 8 septembre 2016  | Philippe Galli           | Préfet de l'Ain                                                                              | Nommé directeur de l'administration pénitentiaire |
| 8 septembre 2016  | 1er avril 2019    | Pierre-André Durand      | Préfet des Pyrénées-Atlantiques                                                              | Nommé préfet de la région Normandie et du département Seine-Maritime. |
| 10 avril 2019,    | 19 juillet 2021   | Georges-François Leclerc | Préfet des Alpes-Maritimes                                                                   | Nommé préfet de la région Hauts-de-France et du département du Nord |
| 19 juillet 2021,  | 10 octobre 2024   | Jacques Witkowski        | Officier supérieur de gendarmerie Préfet de l’Hérault                                        | Préfet de la région Grand Est, préfet de la zone de défense et de sécurité Est, préfet du Bas-Rhin                                                                                       |
| 6 novembre 2024   | En cours          | Julien Charles (d)       | Préfet des Pyrénées-Atlantiques                                                              | |